# Związek Beocki

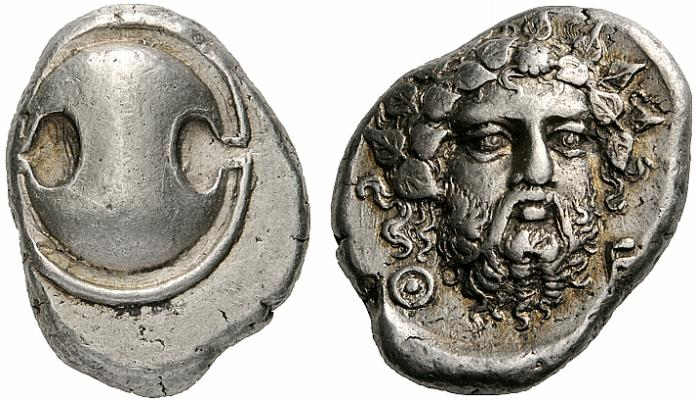
Srebrny stater beocki z Teb (ok. 405-395 p.n.e.)

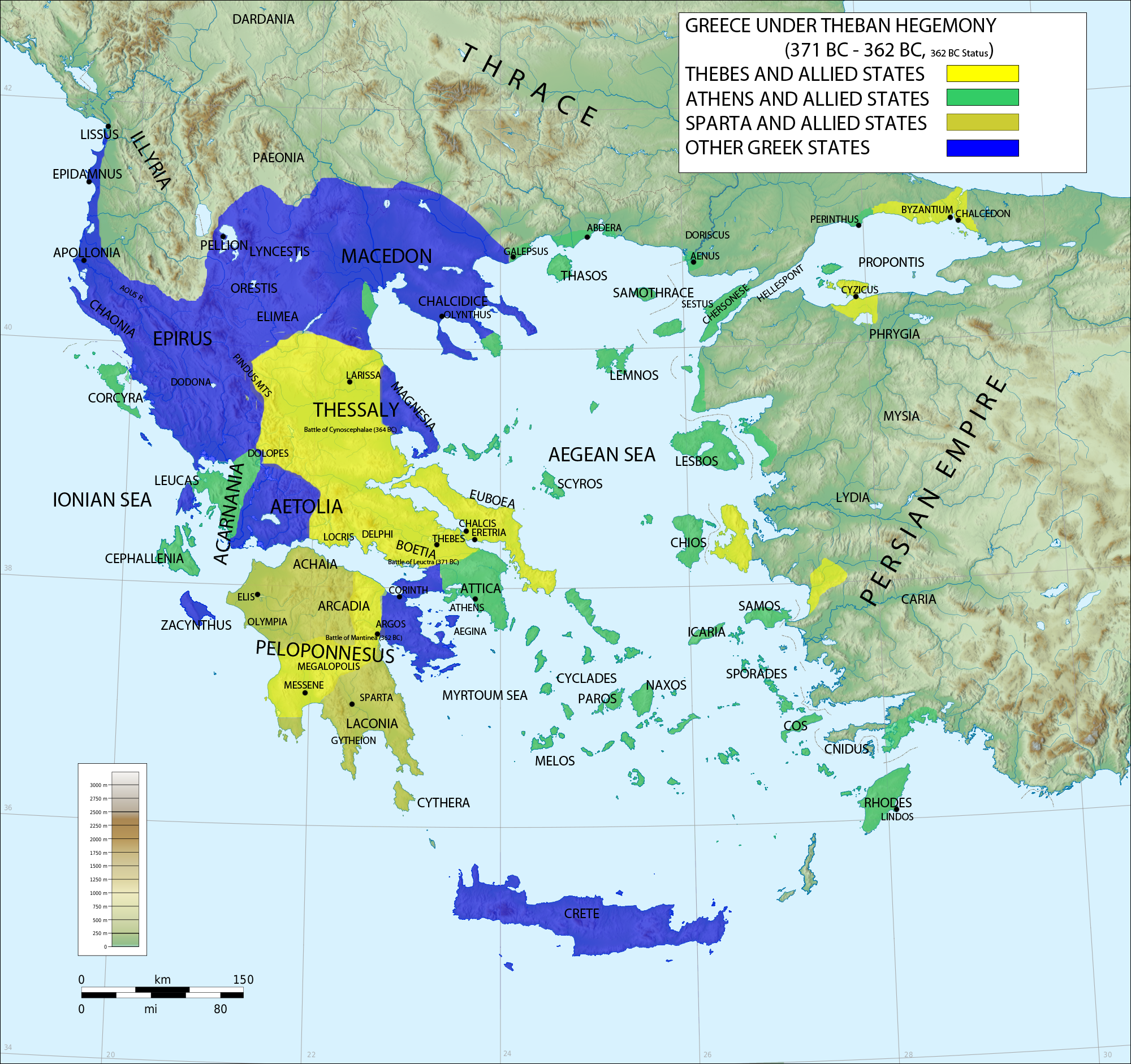
Hegemonia Teb w Grecji w 362 p.n.e. Kolorem żółtym oznaczono Związek Beocki i jego sojuszników.

Związek Beocki – konfederacja miast beockich, która powstała w VI wieku p.n.e. w obliczu zagrożenia tesalską ekspansją w Grecji Środkowej. Do poleis założycielskich związku, którym udało się odeprzeć Tesalię, należały: Teby (dysponujące ok. 2/5 powierzchni Beocji), Tanagra, Haliartos, Koroneja, Tespie, Akraifnia. Miasta te od ok. 525 roku p.n.e. biły monetę związkową z charakterystyczną tarczą beocką z wcięciami na brzegach na awersie. Prawdopodobnie początkowo w związku nie znalazło się Orchomenos – rywal Teb posiadający ok. 1/5 powierzchni równiny beockiej, ale już ok. 500 roku p.n.e. członkami były wszystkie poleis Beocji z wyjątkiem Platei będących w sojuszu z Atenami.
Związek był kilka razy rozwiązywany przez wrogów, jego problemami były też z jednej strony dążenia Teb do przewodnictwa w konfederacji, z drugiej próby usamodzielnienia się niektórych miast, jednak jego pozycja w Grecji z biegiem czasu rosła.
Kiedy zimą 379/378 roku p.n.e. Tebańczycy pod wodzą Pelopidasa zrzucili jarzmo spartańskie i w trakcie wojny beockiej ponownie powołali do życia sojusz (bez Orchomenos – sojusznika Sparty), stał się on bazą Teb dla ich próby zdobycia hegemonii w całej Grecji. Związek tego okresu był organizacją przypominającą polis – istniało zgromadzenie wszystkich obywateli Beocji (zbierało się w Tebach), kolegium siedmiu tzw. beotarchów (czterech pochodziło z Teb) dysponowało szerokimi uprawnieniami politycznymi i władzą wojskową.
W 371 p.n.e. wojska związku dowodzone przez beotarchę Epaminondasa rozbiły armię Sparty pod Leuktrami, a później wkroczyły na Peloponez, gdzie kolejnymi zwycięstwami poważnie osłabiły pozycję Spartan na półwyspie. W 370 roku p.n.e. do sojuszu dołączyło Orchomenos, w 364 Teby podporządkowały sobie Tesalię, ale za cenę śmierci Pelopidasa. W tym samym roku zniszczyły Orchomenos pod pretekstem antydemoktratycznego spisku.
Hegemonia Teb w Grecji zakończyła się w 362 p.n.e. wraz ze śmiercią Epaminondasa w bitwie pod Mantineją.